# Jerveln
Jerveln är en sjö i Katrineholms kommun i Södermanland och ingår i Nyköpingsåns huvudavrinningsområde. Sjön har en area på 0,226 kvadratkilometer och ligger 18,4 meter över havet. Sjön avvattnas av vattendraget Värnaån.

## Delavrinningsområde
Jerveln ingår i det delavrinningsområde (653983-153483) som SMHI kallar för Inloppet i Viksjön. Medelhöjden är 44 meter över havet och ytan är 39,3 kvadratkilometer. Räknas de 2 avrinningsområdena uppströms in blir den ackumulerade arean 65,04 kvadratkilometer. Värnaån som avvattnar avrinningsområdet har biflödesordning 4, vilket innebär att vattnet flödar genom totalt 4 vattendrag innan det når havet efter 55 kilometer. Avrinningsområdet består mestadels av skog (46 procent), öppen mark (14 procent) och jordbruk (35 procent). Avrinningsområdet har 1,13 kvadratkilometer vattenytor vilket ger det en sjöprocent på 2,9 procent.